# Eugeniusz Bogdzewicz
Eugeniusz Bogdzewicz (ur. 26 sierpnia 1889 w Kole, zm. wiosną 1940 w Katyniu) – podpułkownik audytor Wojska Polskiego, ofiara zbrodni katyńskiej.

## Życiorys
Syn Piotra i Klaudyny (lub Klotyldy) z Trzeciaków urodzony 26 sierpnia 1889. Brał udział w I wojnie światowej. Po odzyskaniu przez Polskę niepodległości wstąpił do Wojska Polskiego. Uczestniczył w wojnie polsko-bolszewickiej działając w sądownictwie polowym 7 Dywizji Piechoty i 18 Dywizji Piechoty.
1 czerwca 1921, w stopniu podporucznika, pełnił służbę w Sądzie Polowym Dowództwa 2 Armii, a jego oddziałem macierzystym był Oddział VI Sztabu Ministerstwa Spraw Wojskowych. Został awansowany do stopnia kapitana w korpusie oficerów zawodowych sądowych ze starszeństwem z dniem 1 czerwca 1919. Od 1921 do 1925 służył w Departamencie IX Sprawiedliwości Ministerstwa Spraw Wojskowych. W 1928, 1932 pracował w Najwyższym Sądzie Wojskowym. Został awansowany do stopnia majora audytora ze starszeństwem z dniem 1 stycznia 1930. Na stopień podpułkownika został awansowany ze starszeństwem z 19 marca 1939 i 2. lokatą w korpusie oficerów audytorów. Pełnił służbę na stanowisku referenta Biura Orzeczeń Najwyższego Sądu Wojskowego.
Po wybuchu II wojny światowej podczas kampanii wrześniowej był szefem tarnopolskiej Ekspozytury WSO nr VI we Lwowie. Po agresji ZSRR na Polskę z 17 września 1939 został aresztowany przez Sowietów i przewieziony do obozu jenieckiego w Kozielsku. Wiosną 1940 został wywieziony w transporcie do Katynia i rozstrzelany przez funkcjonariuszy Obwodowego Zarządu NKWD w Smoleńsku oraz pracowników NKWD przybyłych z Moskwy na mocy decyzji Biura Politycznego KC WKP(b) z 5 marca 1940. Pogrzebano go w bezimiennej mogile zbiorowej, gdzie od 28 lipca 2000 mieści się oficjalnie Polski Cmentarz Wojenny w Katyniu. W Lesie Katyńskim prowadzone były ekshumacje i prace archeologiczne. W 1943 jego ciało zostało zidentyfikowane w toku ekshumacji prowadzonych przez Niemców pod numerem 1249. Przy zwłokach zostały znalezione notatnik z adresem, karta szczepień oraz wizytówka z nazwiskiem: Eugenia Bogdziewiczowa. Figuruje na liście wywózkowej 022/3 z 9 kwietnia 1940.
Jego żoną była Eugenia z domu Chocińska.

## Ordery i odznaczenia
- Krzyż Kawalerski Orderu Odrodzenia Polski – 11 listopada 1937 „za zasługi w służbie wojskowej”[21]
- Złoty Krzyż Zasługi – 18 marca 1933 „za zasługi na polu sądownictwa wojskowego”[22]
- Medal Pamiątkowy za Wojnę 1918–1921[1]
- Medal Dziesięciolecia Odzyskanej Niepodległości[1]

## Upamiętnienie
5 października 2007 roku Minister Obrony Narodowej Aleksander Szczygło mianował go pośmiertnie do stopnia pułkownika. Awans został ogłoszony 9 listopada 2007 roku, w Warszawie, w trakcie uroczystości „Katyń Pamiętamy – Uczcijmy Pamięć Bohaterów”.
W ramach akcji „Katyń... pamiętamy” / „Katyń... Ocalić od zapomnienia”, został zasadzony Dąb Pamięci honorujący Eugeniusza Bogdziewicza w Pile.